# Steinar Hoen
Pour les articles homonymes, voir Hoen.
Steinar Hoen (né le 8 février 1971 à Oslo) est un athlète norvégien, spécialiste du saut en hauteur.
Sa principale victoire est son titre aux Championnats d'Europe d'athlétisme 1994 avec un saut à 2,35 m. Son meilleur saut est de 2,36 m, à Oslo en juillet 1997.

## Palmarès
| Date | Compétition                    | Lieu      | Résultat | Marque |
| ---- | ------------------------------ | --------- | -------- | ------ |
| 1991 | Championnats du monde          | Tokyo     | 14e      | 2,20 m |
| 1993 | Championnats du monde en salle | Toronto   | 9e       | 2,24 m |
| 1994 | Championnats d’Europe          | Helsinki  | 1er      | 2,35 m |
| 1995 | Championnats du monde en salle | Barcelone | 4e       | 2,32 m |
| 1995 | Championnats du monde          | Göteborg  | 4e       | 2,35 m |
| 1996 | Championnats d’Europe en salle | Stockholm | 3e       | 2,31 m |
| 1996 | Jeux olympiques                | Atlanta   | 5e       | 2,32 m |
| 1996 | Finale du Grand Prix IAAF      | Milan     | 2e       | 2,30 m |
| 1997 | Championnats du monde en salle | Paris     | 8e       | 2,25 m |
| 1997 | Championnats du monde          | Athènes   | 4e       | 2,32 m |
| 1998 | Championnats d’Europe          | Budapest  | 6e       | 2,30 m |